# Irochrotus
Irochrotus is een geslacht van wantsen uit de familie van de Scutelleridae (Pantserwantsen). Het geslacht werd voor het eerst wetenschappelijk beschreven door Amyot & Serville in 1843.

## Soorten
Het genus bevat de volgende soorten:

- Irochrotus caspius Jakovlev, 1875
- Irochrotus caucasicus Jakovlev, 1876
- Irochrotus excisus Reuter, 1900
- Irochrotus incisus (Stål, 1873)
- Irochrotus indicus Schouteden, 1904
- Irochrotus lanatus (Pallas, 1773)
- Irochrotus lobatus L.Y. Zheng & G.Q. Liu, 1987
- Irochrotus maculiventris (Germar, 1839)
- Irochrotus majusculus Kerzhner, 1976
- Irochrotus maroccanus Vidal, 1949
- Irochrotus montandoni Schouteden, 1903
- Irochrotus sibiricus Kerzhner, 1976
- Irochrotus turanicus Kerzhner, 1976